# Nowosiłka (obwód doniecki)
Nowosiłka (ukr. Новосілка) – wieś na Ukrainie, w obwodzie donieckim, w rejonie wołnowaskim. W 2001 liczyła 104 mieszkańców.